# Eriocoelum lawtonii
Eriocoelum lawtonii är en kinesträdsväxtart som beskrevs av Arthur Wallis Exell. Eriocoelum lawtonii ingår i släktet Eriocoelum och familjen kinesträdsväxter. Inga underarter finns listade i Catalogue of Life.